# شهرستان کری (نیومکزیکو)
شهرستان کوری، نیومکزیکو (به انگلیسی: Curry County, New Mexico) یک سکونتگاه مسکونی در ایالات متحده آمریکا است که در نیومکزیکو واقع شده‌است.

## خصوصیات
شهرستان کوری ۳٬۶۴۶٫۷۲ کیلومترمربع مساحت دارد.